# ウィリアム・ウィルソン
「ウィリアム・ウィルソン」（William Wilson）は、1839年に発表されたエドガー・アラン・ポーの短編小説。ドッペルゲンガーの主題を扱った怪奇譚であるが、その筆致には理性的な文体が採用されている。舞台のモデルはポー自身が幼少期を過ごしたロンドンの寄宿学校である。『バートンズ・ジェントルマンズマガジン』8月号に初出、その後1840年に作品集『グロテスクとアラベスクの物語』に収録された。また1844年12月にフランス語に訳され、パリの新聞「La Quotidienne 」に掲載されており、これがポーの作品の最初の翻訳となった。

## あらすじ
語り手はまず「ウィリアム・ウィルソン」と名乗り、これがあくまで自分の本名という「汚点」を原稿に記さないための仮の名前だと説明する。彼は自分の人生の晩年において破滅に陥ったが、ただしそれは「かつて誰もこのような仕方では誘惑されたことはない」であろうような仕方で破滅へと導かれた結果なのだと述べ、続いて自分の幼少期の回想に移っていく。親に甘やかされて育ったウィルソンは、とあるイギリスの村にある、エリザベス朝風の屋敷を持つ寄宿学校で学生生活を送っていた。屋敷は非常に大きく無数の部屋があり、また内部は複雑に入り組んでいた。敷地は広大であり、砕いたガラスを上部に取り付けた塀に囲われ、生徒はその外に出ることはほとんどない。
この学校でウィルソンはその傲岸な性格から級友の間で権勢を振るうようになるが、しかし彼の意のままにならない者が一人だけいた。それが語り手自身とまったく同じ名前を持つウィリアム・ウィルソンで、彼は名前が同じであるというだけでなく、この学校に入学した日も生年月日も同じ、また姿形もよく似ており、そのために周りからは兄弟であるという噂も立っていた。彼は語り手の意志に沿おうとはせず、逆にこちらの指示に干渉したり、目論みを妨害したりした。語り手は周囲に対しては彼をあしらっているように見せながら、内実は自分よりも彼のほうが優れているのだと感じる。それに語り手は、自分が常々嫌っていた「ウィリアム・ウィルソン」という名前（仮の名前ではあるが、しかし本名はこれと似た名前であるとも言っている）が、彼がいることで二重に反復されてしまうということにも嫌悪を感じていた。
語り手と同じ名を持つウィリアムは、次第に語り手の言葉遣いやしぐさを故意に真似することで嫌がらせをするようになる。ただ一つ、身体上の欠陥のために囁くような声しか出せず、そのために大声だけは真似できなかったが、それ以外は語り手のすべてをそのまま模写して見せた。そして彼はよく語り手を庇護しているかのような態度を取り、遠まわしにほのめかすようにして語り手に助言を与えたりもした。ある時、語り手は夜になってからこっそりともう一人のウィリアムの寝室に忍び込み、寝ている彼の寝顔をランプで照らしてみた。するとそこには他ならぬ自分自身としか思えないもう一人のウィルソンの姿が照らし出されている。語り手は驚愕し、この日を最後に学校を去ったが、後にまったく同じ日にもう一人のウィルソンも学校を去っていたことを知ることになった。
その後、語り手は名門イートン校に入学、さらにオックスフォード大学へと進学するが、その間にどんどん放蕩生活へとはまり込んでいく。そしてイートン校時代には深夜にまで及ぶ乱痴気騒ぎの果てに自分とまったく同じ格好をしたウィリアム・ウィルソンの訪問を受けて仰天し、オックスフォードではある貴族をトランプを使ったイカサマ賭博でカモにしようとしていたところを、突如現れたウィリアム・ウィルソンにすべて暴露され、その結果退学を余儀なくされてしまう。そして語り手は彼から逃げるように次々と土地を移っていくが、どこに行っても彼の追跡を受けて自分の野望を台無しにされてしまう。
そして語り手がローマでの仮面舞踏会に公爵夫人を誘惑する目的で参加すると、そこでもやはりまったく同じ仮装をしたウィリアム・ウィルソンが現れる。語り手は逆上し、控えの間へ彼を連れ込んでついに一突きにしてしまう。そのとき、一瞬語り手はその部屋に巨大な鏡が現れたように錯覚するのだが、それは紛れもなく死の間際にいるウィリアム・ウィルソンであり、彼はもはやささやき声ではなく、はっきりとした口調でこう言い放つ。「お前は私の中にこそ存在していたのだ。お前自身のものであるこの姿を見て悟るがいい、私を殺すことによって、お前がいかに完全にお前自身を殺してしまったのかをな!」

## 解題
「ウィリアム・ウィルソン」は明白にドッペルゲンガーのテーマを扱っている。この第二の自己は主人公を付け回し狂気へといざなうが、それと同時に彼は主人公自身の狂気の表れでもある。またポーの伝記作者アーサー・ホブソン・クィンによれば、この第二の自己は主人公の良心の具現化であるとも考えられる 。この自己の分裂は、語り手が自分に仮の名前として与えている「ウィリアム・ウィルソン」によって強化される。「ウィルソン」(Wilson) とは「ウィリアムの息子」という意味であって、つまり主人公は自分と同じ名を持つ生き写しとともにいることを自ら望んで (Will) いるのである。
「ウィリアム・ウィルソン」は半自伝的な作品であり、物語の舞台である「霧につつまれたかのようなイギリスの村」は、ポー自身が幼少期に過ごしたストーク・ニューイングトン（現在はロンドン郊外に位置する）がモデルになっている。その村で主人公が通う寄宿学校も、ポーが1817年から1820年にかけて通っていたマナーハウス学校がモデルで、当時の校長ジョン・ブランズビー牧師の名はそのまま作品でも用いられている（もっとも彼は作品の中では「博士」の称号が与えられているが）。この学校はその後廃校になったが、作品内で言及される教会のモデルになったストーク・ニューイングトンの地区教会セント・マリー・"オールド"・チャーチは現在も建物が残っている。
ポーはこの作品を非常に注意深く、巧妙に仕上げている。文章は抑制されており、修辞は最小限に抑えられ、ウィルソンの通う学校の現実的な描写を超えて、幻想的・空想的な描写がなされることはほとんどない。物語は格式ばった、また息の長い文体によって、ゆっくり、慎重に進められていく。この作品ではポーは、「詩の構成原理」で自ら称揚したような詩的な効果や雰囲気を作るよりも、理性と論理に基づいて物語を作ろうとしている。
なおポーは、同じ名前を持つものに出会うことで自己の唯一性を脅かされるというストーリーのアイディアをワシントン・アーヴィングのエッセイ「バイロン卿の未完の戯曲」から思いついたと述べている。このエッセイはジョージ・ゴードン・バイロンが友人シェリーの持ち込んできたスペインの戯曲を元に独自の戯曲を書こうとして挫折したことについて書いたもので、ポーはこの戯曲のプロットを結末に至るまでほとんどそのまま流用している。ポーはアーヴィングに自作への推薦の言葉を依頼したとき、特に「ウィリアム・ウィルソン」への感想を求め、この作品を「自分の最大の労作」と表現している。アーヴィングは求めに応じて、「非常にピクチャレスクな文体で仕上げられており、また風変わりで神秘的な興趣が終始維持されている」と述べた。またトーマス・マンは、同じドッペルゲンガーの主題を扱っているドストエフスキーの『二重人格者』について、「同じロマン派の古典的なモティーフを扱いながら、モラルの側面でいっそう深く掘り下げ、詩における批評的テーマを見事に解決してみせたポーの「ウィリアム・ウィルソン」を更新するものでは決してない」と述べている。

## 翻案
1913年に「ウィリアム・ウィルソン」を下敷きにしたドイツ映画『プラーグの大学生』がシュテラン・ライ監督で製作された。1926年にもドイツでヘンリク・ガレーン監督、コンラート・ファイト主演で映画化されている。ドイツでの三作目の映画は1935年のアルトゥール・ロビソン監督、アントン・ウォルブルック主演のものである。1943年にはThe Weird Circleによるラジオドラマが作られた。1968年にはフランスとイタリアの共同制作で『世にも怪奇な物語』が製作されている。これは「ウィリアム・ウィルソン」とともに、ポーの他の短編「メッツェンガーシュタイン」と「悪魔に首をかけるな」を組み合わせたもので、ロジェ・ヴァディム、ルイ・マル、フェデリコ・フェリーニが監督し、ジェーン・フォンダ, ピーター・フォンダ、テレンス・スタンプが出演している。
日本語翻訳のなかには『影を殺した男』という邦題がつけられているものも存在する(青い鳥文庫版など。前述の世にも怪奇な物語内でのタイトルも同様である)。